# Acronicta alnoides
Acronicta alnoides är en fjärilsart som beskrevs av Geest 1903. Acronicta alnoides ingår i släktet Acronicta och familjen nattflyn. Inga underarter finns listade i Catalogue of Life.